# Titularerzbistum Hierapolis in Syria Graecorum Melkitarum
Hierapolis in Syria Graecorum Melkitarum (ital.: Gerapoli di Siria dei Greco-Melkiti) ist ein Titularerzbistum, das vom Papst an Titularerzbischöfe aus der mit Rom unierten Melkitischen Griechisch-Katholischen Kirche vergeben wird.
Es geht zurück auf einen untergegangenen Bischofssitz in der antiken Stadt Hierapolis Bambyke, die in der römischen Provinz Syria Coele bzw. in der Spätantike Syria Euphratensis lag. 
| Titularerzbischöfe von Hierapolis in Syria dei Greco-Melkiti |                             |                  |                  |                   |
| Nr.                                                          | Name                        | Amt              | von              | bis               |
| 1                                                            | Maximos III. Michel Mazloum |                  | 26. Juli 1810    | 17. Dezember 1816 |
| 2                                                            | Gabriel Acacius Coussa BA   | Kurienerzbischof | 26. Februar 1961 | 19. März 1962     |